# Carlos Erwin Arias
Carlos Erwin Arias Egüez (Portachuelo, Bolivia, 18 de febrero de 1980), conocido también por su apodo Pollo, es un exfutbolista boliviano. Jugaba como guardameta y su último equipo fue el Sport Boys Warnes de la Primera División de Bolivia.

## Trayectoria
En sus inicios tuvo en Erwin Frey a un maestro y progresivamente fue adquiriendo experiencia hasta colocarse en la línea de los grandes porteros que han pasado por la academia.
Muy joven llegó a ocupar la titularidad, pese a tener poca experiencia.
Ganó los títulos nacionales de 1998 y de 1999 con el Club Blooming. Tuvo un paso fugaz por The Strongest y a comienzos de 2006 retornó al club que lo lanzó a la fama.
A su regreso al Club Blooming realizó una excelente campaña ayudando al equipo a clasificarse a la Copa Sudamericana. Este hecho le valió para que en el año 2008 fuera fichado por el Club Bolívar y el año 2009 salió campeón en el Apertura del fútbol boliviano. En 2010 fichó por el Maccabi Netanya de la liga israelí. Algo que lo caracteriza es su manejo de piernas y su salida rápida de la portería. En el verano del 2011 llegó al Córdoba Club de Fútbol procedente del Maccabi después de ser el mejor portero de la liga israelí en ese año y después de disputar la copa de América.
Tras una buena temporada en el Córdoba C.F. se le termina el contrato y tras tres meses de estar sin equipo al final el día 30 de agosto firma por Oriente Petrolero de la Primera División de Bolivia por una temporada con opción a ampliar el contrato.

## Selección nacional
Arias ha sido internacional con la selección de fútbol de Bolivia. Fue partícipe de la histórica goleada de Bolivia a Argentina por 6-1. Participó en las Copas América de 2001 y 2011. En el partido del 7 de julio de 2011 frente a Costa Rica atajó un penal en dos tiempos en el minuto 71. Sin embargo, Bolivia no pudo acceder a los cuartos de final.
Hasta el 10 de julio de 2011, lleva disputados 36 partidos con su selección.

### Participaciones enCopa América
| Copa              | Sede      | Resultado    | Partidos | Goles |
| ----------------- | --------- | ------------ | -------- | ----- |
| Copa América 2001 | Colombia  | Primera fase | 3        | -7    |
| Copa América 2011 | Argentina | Primera fase | 3        | -5    |

## Clubes
| Club              | País    | Año         |
| ----------------- | ------- | ----------- |
| Blooming          | Bolivia | 1998 - 2003 |
| The Strongest     | Bolivia | 2003 - 2005 |
| Blooming          | Bolivia | 2006 - 2007 |
| Bolívar           | Bolivia | 2008 - 2010 |
| Maccabi Netanya   | Israel  | 2010 - 2011 |
| Córdoba C.F.      | España  | 2011 – 2012 |
| Oriente Petrolero | Bolivia | 2012 - 2015 |
| Guabirá           | Bolivia | 2016        |
| Sport Boys Warnes | Bolivia | 2017        |

## Palmarés

### Títulos nacionales
| Título           | Club          | País    | Año           |
| ---------------- | ------------- | ------- | ------------- |
| Primera División | Blooming      | Bolivia | 1998          |
| Primera División | Blooming      | Bolivia | 1999          |
| Primera División | The Strongest | Bolivia | Clausura 2003 |
| Primera División | The Strongest | Bolivia | Clausura 2004 |
| Primera División | Bolívar       | Bolivia | Apertura 2009 |